# Kate Beckinsale
Kathrin Romany Beckinsale , (26. juli 1973), er en engelsk skuespillerinde mest kendt for sine roller i Pearl Harbor (2001) og Underworld (2003).

## Filmography

### Film
| År   | Titel                           | Rolle                    | Noter                                                     |
| ---- | ------------------------------- | ------------------------ | --------------------------------------------------------- |
| 1993 | Much Ado About Nothing          | Hero                     |                                                           |
| 1994 | Uncovered                       | Julia                    |                                                           |
| 1994 | Prinsen af Jylland              | Ethel                    |                                                           |
| 1995 | Marie-Louise ou la Permission   | Marie-Louise             |                                                           |
| 1995 | Cold Comfort Farm               | Flora Poste              |                                                           |
| 1995 | Haunted                         | Christina Mariell        |                                                           |
| 1997 | Shooting Fish                   | Georgie                  |                                                           |
| 1998 | The Last Days of Disco          | Charlotte Pingress       |                                                           |
| 1998 | Alice Through the Looking Glass | Alice                    |                                                           |
| 1999 | Brokedown Palace                | Darlene Davis            |                                                           |
| 2001 | Pearl Harbor                    | Nurse Lt. Evelyn Johnson | Nomineret til Best Female Performance af MTV Movie Awards |
| 2001 | Serendipity                     | Sara Thomas              |                                                           |
| 2001 | The Golden Bowl                 | Maggie Verver            |                                                           |
| 2002 | Laurel Canyon                   | Alex Elliot              |                                                           |
| 2003 | Underworld                      | Selene                   |                                                           |
| 2003 | Tiptoes                         | Carol                    | Kun udsendt på video                                      |
| 2004 | The Aviator                     | Ava Gardner              |                                                           |
| 2004 | Van Helsing                     | Anna Valerious           |                                                           |
| 2006 | Click                           | Donna Newman             |                                                           |
| 2006 | Underworld: Evolution           | Selene                   |                                                           |
| 2007 | Vacancy                         | Amy Fox                  |                                                           |
| 2007 | Snow Angels                     | Annie Marchand           |                                                           |
| 2008 | Nothing but the Truth           | Rachel Armstrong         |                                                           |
| 2008 | Winged Creatures                | Carla Davenport          |                                                           |
| 2009 | Whiteout                        | Carrie Stetko            |                                                           |
| 2009 | Underworld: Rise of the Lycans  | Selene                   |                                                           |
| 2009 | Everybody's Fine                | Amy                      |                                                           |
| 2012 | Contraband                      | Kate Farraday            |                                                           |
| 2012 | Underworld: Awakening           | Selene                   |                                                           |
| 2012 | Total Recall                    | Lori                     |                                                           |
| 2014 | The Trials of Cate McCall       | Cate                     |                                                           |
| 2014 | Stonehearst Asylum              | Eliza Graves             |                                                           |
| 2014 | The Face of an Angel            | Simone                   | I post-produktion                                         |
| 2015 | Absolutely Anything             | Catherine                | I post-produktion                                         |
| 2015 | The Disappointments Room        | Dana                     | optager                                                   |
| 2015 | Underworld: Next Generation     | Selene                   |                                                           |

### Video Games
| År   | Titel                    | Stemme rolle |
| ---- | ------------------------ | ------------ |
| 2014 | The Elder Scrolls Online | Queen Ayrenn |